# Immetalia bruijni
Immetalia bruijni är en fjärilsart som beskrevs av Charles Oberthür 1880. Immetalia bruijni ingår i släktet Immetalia och familjen nattflyn. Inga underarter finns listade i Catalogue of Life.